# وكالة نيوزلاندا للتنمية الدولية
 برنامج معونة نيوزيلندا هو الوكالة الدولية للمعونة والتنمية لحكومة نيوزيلندا الهدف هو تقسيم وزارة الشؤون الخارجية والتجارة نيوزيلندا لهيئة شبه مستقلة، تم إدماجهم مرة أخرى في وزارة التنمية الدولية المجموعة بعد إعادة هيكلة في عام 2009. لها الماوري التي تجلب النمو من بعيد. رئيس برنامج المعونة نيوزيلندا هو جوناثان الملوك المحامي والموظف العام.

## التاريخ
الرابطة تأسست في عام 2002 من قبل الخامسة من الحكومة العمل مع إطلاق مجموعة جديدة من المساعدات الخارجية السياسة «نحو آمن فقط عالم خال من الفقر». إنشاء وكالة نيوزيلندا للتنمية الدولية مثل هيئة شبه مستقلة نقطة تحول هامة في إدارة نيوزيلندا المساعدة الإنمائية الرسمية. قبل عام 2002 المساعدة الإنمائية الرسمية كانت تدار من قبل وزارة الشؤون الخارجية والتجارة تستخدم إلى حد كبير من غير المتخصصين الموظفين والسياسات والإجراءات.
الاستعراض الوزاري في عام 2001 أن إدارة المساعدة الإنمائية الرسمية نيوزيلندا تفتقر إلى مهمة واضحة: "إدارة الموظفين يتابعون محددة بشكل واضح
المساعدة الإنمائية السياسة الخارجية والتجارة الأهداف. هناك التباس خطير من الغرض. في تنفيذ الغاية، مكتب للعمل ضباط مؤكدة المعنية عن المهمة الأساسية عملهم".
استعراض عام 2001 وجدت أن نيوزيلندي المساعدة الإنمائية الرسمية تفتقر إلى التركيز؛ الفقر التحليلات على أساسها القرارات؛ منهجية تحليل الأداء في الماضي؛ منهجية استخدام الممارسات الجيدة في المساعدات التصميم والتسليم. دوران الموظفين نظام (حيث الوظيفي وزارة الخارجية والتجارة الموظفين استدارة من خلال المعونة إدارة الانقسام بدلا من المعينين خصيصا المهارات والخبرات في المساعدة الإنمائية الرسمية المسائل) أدت إلى منطقة ذات الصلة من الوزارة المذكورة باعتبارها «كل لتدريب الدبلوماسيين مكبا على عدم الأداء». القضايا الأساسية من الموظفين وإدارة الوثائق وجدت الرغبة. إنشاء الوكالة ردا على هذه المشاكل وغيرها.
دقيقة مجلس الوزراء (01) 28/8 الذي كلف إنشاء الوكالة "المجموعة الرئيسية التالية اتجاهات نيوزيلندا المساعدة الإنمائية الرسمية:
- القضاء على الفقر باعتباره محور النيوزيلندية للتنمية الدولية، التي من شأنها أن تحتاج إلى إدراجها في إطار سياسة جديدة.
- إدماج الأهداف الإنمائية الدولية – ثم تدرج في الأهداف الإنمائية للألفية (الأهداف الإنمائية للألفية) – في إطار السياسة الجديدة في المحيط الهادئ الإقليمية ورقات إستراتيجية.
- إصلاح كامل من المساعدة الإنمائية الرسمية في نيوزيلندا إطار السياسة العامة التي تحتاج إلى أن الاستراتيجية والمساءلة ركزت على أساس أفضل الممارسات الدولية في المساعدة الإنمائية الرسمية.
- برامج ثنائية أن تكون قائمة على أساس الفقر على أساس تحليل استراتيجيات البرامج القطرية.
- تركيز أساسي على المحيط الهادئ ينبغي الحفاظ عليها.
- المساعدة الإنمائية إلى جزر كوك، نيوي وتوكيلاو ينبغي أن تظل ضمن برنامج المساعدة الإنمائية الرسمية في نيوزيلندا.
- ثنائية إطار تقييم ينبغي النظر في درجة برنامج المساعدة الإنمائية الرسمية كانت مشتتة جدا، نهج استراتيجي التمويل المتعددة الأطراف المخصصات التي ينبغي اعتمادها.
- جديد التعليم ينبغي أن تكون الاستراتيجية المتقدمة التي من شأنها أن تعطي أهمية أكبر احتياجات التعليم الأساسي والظروف الخاصة بكل بلد.
- المساعدة الإنمائية الرسمية في نيوزيلندا أن التيار الإنسان وحقوق البيئة في جميع عملياتها.
- على ضرورة وضع إطار لتحديد مستوى مساهمات المؤسسات الإقليمية والمتعددة الأطراف.
- نظم الرصد والتقييم لقياس أثر نيوزيلندا المساعدة الإنمائية الرسمية ينبغي أن تنشأ.
- المساعدة الإنمائية الرسمية في نيوزيلندا أن تطوير مراكز التميز في تقديم المعونة."

## هيكل
الوكالة يتكون من ستة التنظيمي أقسام:
- مكتب نائب الأمين
- التنمية الاقتصادية المستدامة
- الشراكات الإنسانية & إدارة الكوارث
- إستراتيجية التنمية & فعالية
- الثنائية العالمية
- ثنائية المحيط الهادئ

## نهج التنمية
بيان مهمة نيوزيلندا برنامج المعونة عن الرغبة في «دعم التنمية المستدامة من أجل الحد من الفقر والإسهام أكثر أمنا وعدلا وازدهارا». وهذا يشمل بعناية تستهدف المساعدات دولار نحو الأنشطة والمشاريع التي من المرجح أن يؤدي إلى فوارق ملموسة في نوعية من الناس حياتهم، وخاصة في منطقة المحيط الهادئ.

## برامج
- صندوق التنمية المستدامة [5]
- شراكات نيوزيلندا من أجل التنمية الدولية،

## منطقة العمليات
في عام 2009 وافق مجلس الوزراء على الرسالة الموجهة أنه في غضون هذا التركيز الأساسية تكون التنمية الاقتصادية المستدامة. مجلس الوزراء موجها أيضا أن المحيط الهادئ لب التركيز الجغرافي وتلقي زيادة جزء من نيوزيلندا المساعدة الإنمائية الرسمية.

## الجدل والانتقادات
في 2008, مكتب المراقب المالي ومراجع الحسابات العام والتدقيق بنيوزيلندا صدر تقارير حرجة الوكالة والإجراءات والنظم، مما يؤدي إلى تعليقات سلبية في نيوزيلندا البرلمان الحرجة التغطية الإعلامية. الوكالة استجاب مع برنامج «تعزيز النظم والعمليات الداخلية».
المنظمات غير الحكومية في نيوزيلندا قد دافع عن أداء الوكالة. أهم المنظمات غير الحكومية انتقادات من نيوزيلندا برنامج المعونة هو أنه ينبغي أن يكون أكبر.
كان الحزب الوطني في نيوزيلندا قد ادعى أن المساعدات الخارجية يحتاج إلى "فكر جديد" وأن "على مدى سنوات عديدة ومختلف الحكومات نيوزيلندا
المساعدات شجعت نمو الهياكل السياسية والبيروقراطية التي لا المستدامة." وأنه "لا يوجد دليل على أن المشاكل الرئيسية التي تم تحديدها في تقرير عام 2005 من قبل البروفيسور مارلين وارنج تم تصحيحه."
تريفور لودون عضو من السوق الحرة الليبرالية قانون الطرف، وقد انتقدت الرابطة كمنظمة والأفراد داخلها، عن وجود «اشتراكية» وتمويل المنظمات التي هي «سياسية أكثر منها المساعدات الموجهة». ومع ذلك، كان هناك أقل بشكل ملحوظ انتقادات من هذا النوع في نيوزيلندا في أستراليا.

## وصلات خارجية
- موقع الوكالة
- الاستعراض الوزاري نيوزيلندي المساعدة الإنمائية الرسمية 2001
- حدد لجنة التحقيق في نيوزيلندا العلاقات مع بلدان منطقة جنوب المحيط الهادئ 10 كانون الأول / ديسمبر 2010
- الوكالة خمس سنوات إستراتيجية جزء أ
- الوكالة خمس سنوات إستراتيجية جزء ب
- منظمة التعاون الاقتصادي والتنمية عام 2005 استعراض الأقران من نيوزيلندا المساعدة الإنمائية الرسمية من البرنامج
- الوكالة بلوق
- الهدف هو فليكرستيم
- نيوزيلندا موقع وزارة الخارجية
- نيوزيلندا دراسات التنمية الشبكة